# Валльхагар
Валльхагар (швед. Vallhagar) — поселение во Фрёйеле на острове Готланд. Самое большое из до сих пор найденных поселений железного века в Скандинавии.
Участок приобретён Обществом любителей древностей Готланда (Föreningen Gotlands Fornvänner) в 1912 году. В 1946—1950 годах раскопки вёл шведский археолог Мортен Стенбергер (Mårten Stenberger; 1898—1973). 

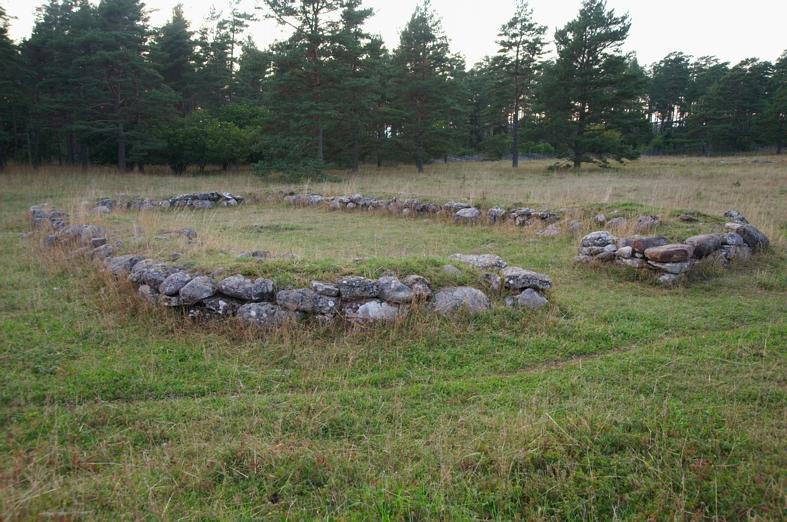
Фундамент

Найдены 5—6 дворов с фундаментами стен 24 построек. 5 из домов определены как жилые дома. Все дома датируются ранним римским железным веком. Жилые постройки имеют пропорции, характерные для «длинных домов», — существенное преобладание длины над шириной. Фундаменты стен — каменные. Крыши покрывались соломой или торфом и поддерживались внутри домов двумя рядами столбов. Очаг находился посередине пола, а дым выходил через отверстия в фронтонах. Окон не было.
Находки свидетельствуют о том, что люди жили здесь ещё со времён доримского железного века (около 200 года до н. э.).
Экономика основана на смешанном фермерстве, скотоводство играло более важную роль, чем растениеводство, рыболовством не занимались. Из злаков найдены ячмень, рожь, однозернянка культурная, пшеница двузернянка, cпельта, из масличных культур — лён и рыжик посевной. Держали коров, овец, свиней, кур и лошадей. Из коровьего молока делали сыр. Лошадей использовали для сельских работ. Находка кошки в Валльхагаре — самая древняя на территории Швеции. Продукты сельского хозяйства менялись на керамику, стекло и изделия из металла.
Поселение исчезло в VI веке. Причиной этого мог стать климатический минимум раннего Средневековья с 250 года, кульминацией которого стало похолодание 535—536 годов.
Фрагменты останков двух людей, мужчины и женщины, были положены между очагом и входом в длинном доме.
В Валльхагаре найдены три могильника. Два из них находятся к югу от Валльхагара. Они датированы периодом с 300 года до н. э. до 200 года н. э. К северу от Валльхагара находится более молодой могильник, использовавшийся до 600 года н. э.